# Historia Kanadyjskiej Królewskiej Policji Konnej
Artykuł ten opisuje powstanie i historię Kanadyjskiej Królewskiej Policji Konnej (Royal Canadian Mounted Police – RCMP).

## Geneza
W chwili przejęcia Terytoriów Północno-Zachodnich przez Kanadę, wielu krytykom tego faktu, w szczególności pochodzącym z Kanady Atlantyckiej, oczywistym wydawało się, że kraj może się „udławić” przyjęciem tak rozległych terenów. Amerykańskie doświadczenia w zaprowadzaniu rządów prawa na tzw. Dzikim Zachodzie nie były zachęcające. Wydawało się, że młodego państwa nie będzie stać na materialny wysiłek konieczny do zapewnienia porządku na niezmierzonych terenach zachodnich i północnych. W raporcie z rekonesansu po tych terenach porucznik Butler napisał: the institutions of Law and Order, as understood in civilized communities, are wholly unknown – „Instytucje prawa i porządku, w rozumieniu świata cywilizowanego, są całkowicie nieznane”.
Pojawiły się palące problemy. Od południa przenikali na tereny kanadyjskie handlarze z USA. Ci, głównie bezrobotni weterani wojny secesyjnej, wkroczyli w pustkę pozostawioną przez Kompanię Zatoki Hudsona, rozpoczynając swój dziki handel – free trade, z plemionami indiańskimi, głównie Czarnymi Stopami. Wymieniając skóry upolowanych zwierząt na alkohol, doprowadzili do kompletnej dezintegracji i tak już naruszone struktury społeczne Indian. Dochodziło do aktów przemocy i okrucieństw. Najbardziej znanym z tych, które wstrząsnęło opinią publiczną i skłoniło rząd do podjęcia działań, była tzw. masakra na Wzgórzach Cyprysowych dokonana przez amerykański gang wolfersów. Wydarzenie to miało miejsce już w okresie formowania Policji.
Rząd federalny, włączając nowe terytoria w skład Kanady, planował rozwinięcie akcji osadniczej, co nastąpiło w późniejszych latach. Zdawano sobie sprawę, że zanim na zachód ruszą dziesiątki tysięcy osadników, trzeba zapewnić zachowanie rządów prawa na tych terenach. Zaplanowano więc utworzenie paramilitarnej organizacji, opartej na ostrej dyscyplinie, wyposażonej w szerokie pełnomocnictwa policyjno-sądowe, złożonej z osób posiadających odpowiednie warunki fizyczne oraz legitymujących się wysokimi walorami etycznymi. Jako model tworzonych oddziałów przyjęto Royal Irish Constabulary.

## Utworzenie Północno-Zachodniej Policji Konnej
Północno-Zachodnią Policję Konną (North West Mounted Police – w skrócie NWMP), z której następnie wykształciła się RCMP, utworzono ustawą parlamentarną 23 maja 1873. Ustawa weszła w życie 30 sierpnia tego samego roku. Od razu przystąpiono do rekrutacji. Zgodnie z ustawą przyjmowano mężczyzn w wieku pomiędzy 18 a 40 lat, o dobrym zdrowiu, silnych fizycznie i posiadających odpowiednie cechy osobowości (sound constitution, active, able-bodied and of good character). Dodatkowym wymaganiem była umiejętność jazdy konnej. Konieczna była znajomość jednego z oficjalnych języków kraju (angielskiego lub francuskiego), w mowie i piśmie (be able to read and write either the English or French language). Ustawa wyznaczała uposażenie dla starszych oficerów w wysokości 1 dolara, a dla młodszych oficerów i podoficerów 75 centów dziennie.
Wyposażeniem osobistym była broń biała: rapier i nóż oraz broń palna: pistolety i strzelby. Umundurowanie obejmowało szkarłatne kurtki, czarne bryczesy i wysokie buty jeździeckie, tzw. oficerki. Nakryciem głowy była czapka (forage cap) lub charakterystyczny kapelusz (stetson), który wyparł używany początkowo brytyjski hełm kolonialny (pith helmet). Ubiór zimowy obejmował dodatkowo długi kożuch, rękawice i bobrową czapkę. Oddziały dodatkowo wyposażone były w lekką artylerię oraz wozy osadnicze jako środki transportu.
Pierwszymi zadaniami, jakie otrzymała NWMP, było powstrzymanie handlu alkoholem, nawiązanie przyjaznych stosunków z Indianami, ściąganie ceł za towary wwożone do Kanady oraz rutynowe i doraźne działania policyjne.
Ustawa przewidywała powołanie 300 policjantów. W czasie pierwszej akcji werbunkowej powołano 150 mężczyzn, z których utworzono trzy oddziały. Zostały one bezzwłocznie wysłane do Manitoby. W tym samym czasie rząd otrzymał raport o wydarzeniach na Wzgórzach Cyprysowych (zobacz masakra na Wzgórzach Cyprysowych), po czym przystąpiono do sformowania kolejnych trzech oddziałów. Te przetransportowano koleją przez Toronto i Chicago do Fargo w Dakocie Północnej, skąd już konno oddziały udały się w głąb terytorium, tworząc swą bazę w Fort Dufferin w Manitobie.

## Ugruntowanie obecności na kanadyjskim zachodzie
Siły RCMP pozostały w Manitobie do 8 czerwca 1874. Czas ten spędzono na szkoleniu i stworzeniu planów operacyjnych. Tego dnia olbrzymi tabor konnych i osadniczych wozów wiozących broń i amunicję, zapasy żywności, żywy inwentarz, narzędzia budowlane i rolnicze wyruszył z Fortu Duffrin na zachód. W La Roche Perce tabor rozdzielił się na dwa oddzielne oddziały. Jeden udał się na północny zachód do Fort Edmonton w dzisiejszej Albercie. Drugi oddział najpierw przeszedł na południe do Fort Benton w Montanie, gdzie zakupiono więcej koni, a następnie skierował się na północ.
Pierwszym zadaniem RCMP było rozbicie siatki przemytników i handlarzy alkoholem. Kwaterą główną ich był Fort Whoop-up. Komisarz James Macload, wspomagany przez metyskiego tropiciela Jerry Pottsa, zlokalizował fort przemytników, rozproszył ich siły i zniszczył go. Oddział ostatecznie zatrzymał się nad rzeką Old Man, gdzie rozpoczęto budowę drugiej kwatery Fort Macleod. Zadziwiająca była skuteczność tak skromnych sił, które w przeciągu kilku miesięcy, operując na olbrzymim obszarze, zdołały wytrzebić kontrabandę i inne formy bezprawia.
Do końca roku 1874 i w przeciągu 1875 NWMP skupiło się na drugim istotnym swym zadaniu – nawiązaniu przyjaznych stosunków z Indianami. Ta działalność zaowocowała podpisaniem szeregu traktatów, w wyniku których Indianie zrzekli się praw własności do większości ziem preriowych. Nowym ich właścicielem stał się rząd Kanady, zmieniając ich status na tzw. Ziemie Koronne (Crown Lands). W następnych latach pojawili się na nich kanadyjscy geodeci (do najsłynniejszych z nich należał William Ogilvie), którzy zaczęli wytyczać granice działek dla przyszłych osiedleńców.
Zanim rozpoczęła się akcja osiedleńcza, terytoriami wstrząsnęło kolejne dramatyczne wydarzenie. Była ta masowa ucieczka Siuksów z USA. Po dramatycznych zmaganiach z armią amerykańską plemię to zdecydowało przenieść się na północ. W 1877 wiele tysięcy wojowników, kobiet i dzieci przekroczyło granice Kanady. Pojawienie się takiej masy przybyszów zachwiało z takim trudem wypracowaną równowagę pomiędzy władzami Kanady a jej indiańskimi obywatelami. Sytuację dodatkowo komplikował fakt, iż Siuksowie byli tradycyjnymi wrogami wielu plemion kanadyjskich i wyglądało na to, że szykują się do zawładnięcia terenami, tak niedawno odstąpionymi na rzecz Kanady.

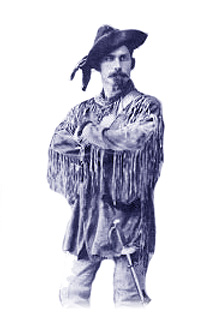
James Morrow Walsh

W związku z nowym zagrożeniem utworzono dodatkowo kwaterę Policji w Fort Walsh na Wzgórzach Cyprysowych, która stała się nową siedzibą Macleoda. Zlokalizował on pierwszą grupę Siuksów, około 2000 ludzi, w Wood Mountain. Przywódcy grupy, Black Moon, przekazano warunki kanadyjskie, które nie podlegały negocjacjom. Siuksowie mieli podporządkować się prawom kanadyjskim, szanować prawa Indian kanadyjskich oraz nie dokonywać wypadów zbrojnych do USA. Jednocześnie rozpoczęto negocjacje z administracją USA w celu zagwarantowania uciekinierom amnestii. Głównym negocjatorem został oficer NWMP James Morrow Walsh. Jego stronniczość i arogancja doprowadziła do załamania się negocjacji. W 1878 wydawało się, że Siuksowie zamierzają pozostać na stałe w Kanadzie.
Siuksowie mieli nadzieję na dalsze prowadzenie swego trybu życia, czyli podążanie za stadami bizonów. Wkrótce jednak przekonali się, że podobnie jak w Dakocie, również w Kanadzie bizony wyginęły. Odcięci od swego naturalnego środowiska, zdani byli na pomoc żywnościową dostarczaną przez Kanadyjski Urząd do spraw Indian. W 1880 rząd Kanady zdecydował się na radykalne rozwiązanie. Siuksom postawiono ultimatum. Mieli opuścić terytorium Kanady pod groźbą wstrzymania dostaw żywności. Niecały rok później przywódca Siuksów Siedzący Byk poddał się władzom amerykańskim w Dakocie Północnej.

## Budowa Kolei Transkanadyjskiej

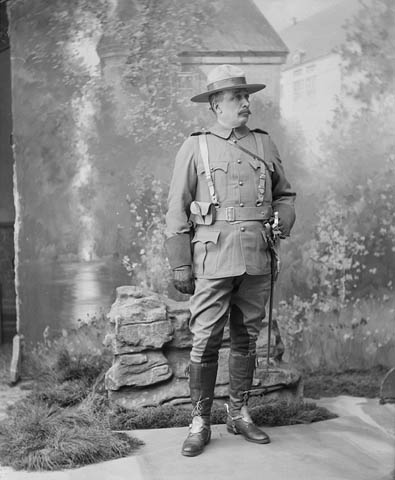
Samuel Benfield Steele

Kolejnym wyzwaniem dla North West Mounted Police była budowa Kolei Transkanadyjskiej. Zadaniem NWMP było zapewnienie ochrony budowie. W rzeczywistości jednak obowiązki instytucji wybiegały dużo dalej i NWMP dostarczała także innych usług.
Został powołany specjalny ruchomy oddział policji, który towarzyszył budującym przez cały okres prac. Jego komendantem został słynny oficer NWMP Samuel Bonefield Steele.
Obok ochrony budowy przed zewnętrznymi zagrożeniami, istniała stała konieczność utrzymania porządku w obozowiskach. Duże skupiska samotnych mężczyzn wywodzących się z różnych środowisk, dla których jedyną rozrywką było upijanie się i hazard, sprawiały wiele problemów porządkowych. Ostatecznie koniecznym stało się uchwalenie specjalnej ustawy – Act for the Preservation of Peace in the Vicinity of Public Works. Zakazywała ona uprawiania hazardu i wprowadzała prohibicję alkoholową w obszarze 10 mil wzdłuż linii kolejowej.
Policja sprawowała także niektóre funkcje współcześnie spełniane przez związki zawodowe, reprezentując robotników przed pracodawcą. Bywały także sytuacje przeciwne, kiedy to policja używana była dla wymuszenia dyscypliny pracy. Sytuacja taka nastąpiła gdy w 1883 pojawiły się objawy niezadowolenia, które doprowadziły do strajku. 1200 robotników odmówiło przystąpienia do pracy. Interweniować musiał komendant ochrony kolei, który po odczytaniu strajkującym paragrafów z Ustawy o zapobieganiu zamieszek (The Riot Act), pod groźbą aresztowania nakazał powrót do pracy.

## Ekspansja osadnicza
Już w czasie budowy kolei na zachód zaczęły napływać masy osadników. W pierwszym okresie ich celem była Manitoba. Wraz z postępem budowy kolei zasięg osadnictwa przesuwał się na zachód. W 1877 pierwszy pociąg dotarł do Winnipeg. W 1881 osiągnął Brandon. W 1882 koleją można było dojechać już do Reginy. W sierpniu 1883 osiągnięto Calgary. W ciągu zaledwie siedmiu lat liczba osadników potroiła się, osiągając liczbę 23 tysięcy. Stało się to kolejnym wyzwaniem dla RCMP. W okolicach większych skupisk osadniczych zaczęły powstawać komendantury policji, a jej liczbę powiększono z 300 do 500.
Pojawienie się najpierw geodetów, a potem osadników zaniepokoiło Metysów osiadłych wzdłuż rzeki Saskatchewan. Poczuli się oni zagrożeni jako wolni osadnicy. Doprowadziło to do wybuchu rebelii. Metysi, nauczeni doświadczeniami z poprzedniego buntu (rebelia nad Rzeką Czerwoną), liczyli na łatwe zwycięstwo. Tym razem rząd federalny wysłał do nich nie negocjatorów, lecz siły policyjne. 56 członków NWMP oraz 43 towarzyszących im ochotników starło się w potyczce pod Duck Lake ze zbuntowanymi Metysami. Siły metyskie, przewyższające ponad trzykrotnie siły policyjne, odparły atak. Policja zmuszona została do wycofania się, zostawiając na polu walki 12 zabitych. Rząd wzmocnił siły policyjne oddziałami zbrojnej milicji i te pod dowództwem generała Fredericka Middletown pokonały Metysów pod Batoche. Była to ostatnia poważna interwencja zbrojna na terenie Kanady, w jaką zaangażowana była NWMP.
Codzienna działalność policji była mniej dramatyczna, lecz równie owocna. Komendantury NWMP były centrami administracyjnymi terytoriów. Oficerowie i podoficerowie spełniali nie tylko funkcje policyjne, lecz także administracyjne. Rejestrowano nowych osadników, nadawano działki ziemskie, ściągano podatki. Policja przejęła na siebie także funkcje poczty. Policjanci stawali się listonoszami. Jako że wszyscy policjanci przechodzili trening medyczny, zastępowali także (w miarę swych możliwości) lekarzy i pielęgniarzy. Wraz z rozwojem osadnictwa i ustanawianiem administracji terytorialnej, policja została stopniowo zwalniania z tych dodatkowych funkcji, skupiając się na pracy policyjnej.
Dalszy rozwój osadnictwa, jaki nastąpił na przełomie XIX i XX w., postawił policję przed nowymi problemami. W 1914 ludność zachodu przekroczyła już milion osób. Większość z nich pochodziła z Europy i nie mówiła lub mówiła bardzo słabo po angielsku. Pochodzili z różnych kultur i reprezentowali różne obyczaje. Wymagało to od policjantów niezwykłej delikatności i zrozumienia. Te doświadczenia zaowocowały w wykształceniu się kanadyjskiej filozofii społecznej, której podstawowymi założeniami było poszanowanie różnorodności i wielokulturowości.

## Okres gorączki złota

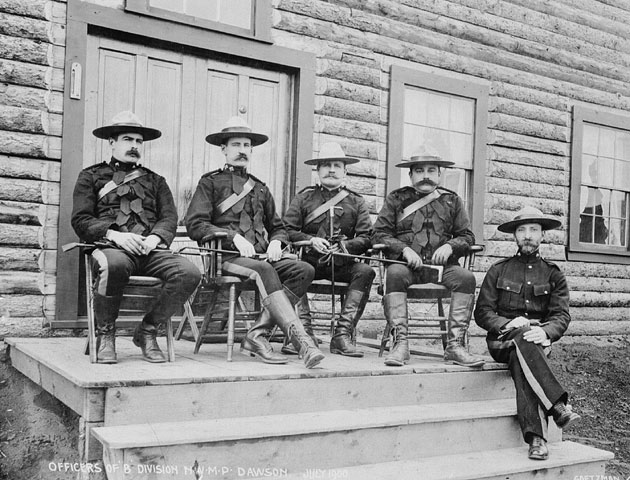
Funkcjonariusze NWMP na terenie Jukonu, 1900

Począwszy od 1890 w Dystrykcie Yukon zaczęli pojawiać się poszukiwacze złota. Brak jakiejkolwiek administracji tych terenów powodował dziką eksplorację. W maju 1894 inspektor Charles Constantine w towarzystwie sierżanta Charlesa Browna został wysłany na rekonesans do Yukonu. Po dwóch miesiącach wyczerpującej podróży dotarli do celu. Znaleźli tam około 1000 mieszkańców, z czego większość była traperami. Zaledwie 260 zajmowała się poszukiwaniem złota. Nie odkryto jeszcze głównych jego zasobów, lecz intuicja Constantine powiedziała mu, że może się to stać lada dzień i nie ma zbyt wiele czasu na podjęcie działań. Ocenił on zasoby złota w Yukonie na 300 tysięcy dolarów. Jako pierwsze i najważniejsze zadanie Constantine widział w utworzeniu systemu koncesji górniczych. Poszukiwacze nie czuli się ograniczeni żadnym prawem i zgłaszali roszczenia (mining claims) do obszarów dużo większych niż określało to kanadyjskie prawo górnicze. Constantine rekomendował ustanowienie pięćdziesięcioosobowego korpusu składającego się z oficerów, podoficerów i lekarza. Początkowo wysłano tam 19 policjantów, którzy zdołali przygotować podstawy operacyjne zanim gorączka złota w Klondike wybuchła. Komendantem nowego oddziału został Samuel Bonefield Steele. Krótko po wybuchu gorączki przysłano mu posiłki w liczbie 200 osób. Zadziwiającym jest, jak ta skromna liczba osób zdołała zapanować nad ponad 30-tysięcznym zbiorowiskiem poszukiwaczy. Osiągnięto to odpowiednią organizacją i ścisłą kontrolą. Na tereny złotodajne prowadziły tylko dwie drogi przez górskie przełęcze. Policja zainstalowała na każdej z nich strażnice, w których dokładnie rewidowano wszystkich przybywających. Konfiskowano broń. Nie wpuszczano nikogo, kto nie miał wystarczająco dużo gotówki na licencję górniczą oraz zapasów żywności na co najmniej półroczny pobyt. Brak broni palnej w rękach górników zapewnił względny spokój, Zapasy żywności zapobiegły rabunkom. Sprawcy przestępstw i wykroczeń skazywani byli na kary ciężkich robót przy wyrębach lasów na opał dla posterunków policji. Dzięki przezornej polityce NWMP, gorączka złota w Klondike przeszła do historii jako najspokojniejsze wydarzenie tego typu.

## Policja na arktycznych rubieżach Kanady
Wraz z zaprowadzeniem porządku na preriach, uwaga władz skierowana została na tereny subarktyczne i arktyczne. Brytyjska Arktyka nominalnie została przyłączona do Kanady w 1880, nie istniała tam jednak żadna administracja. Większość z tych obszarów nie była do końca zbadana. Od początku XX w. pojawiło się zjawisko podobne jak dwadzieścia lat wcześniej na preriach, lecz o dużo mniejszym nasileniu. Był to dziki handel indywidualnych operatorów, pochodzących z USA i Kanady. Za skóry fok płacono Inuitom alkoholem, tak jak poprzednio Indianom. Dodatkowym niebezpiecznym zjawiskiem był wzrost aktywności amerykańskich wielorybników. Istniała poważna obawa, że Stany Zjednoczone zgłoszą roszczenia terytorialne do tych terenów, jeśli Kanada nie stworzy tam administracji.
Już w 1897 inspektor A.M. Jarvis z dwojgiem ludzi założył posterunek Fort Resolution nad Wielkim Jeziorem Niewolniczym. Stał się on zalążkiem całej sieci posterunków: Fort Chipewyan, Athabasca Landing i Lesser Slave Lake. Rozbudowa tej sieci została zahamowana w okresie gorączki złota w Klondike, lecz już w początku XX w. powrócono do rozwijania obecności kanadyjskiej na północy. I tym razem policjanci przejęli na siebie funkcje administracyjne, ochronne i policyjne, przyjmując także nowe – odkrywcze. Poruszając się po nieznanych terenach, policjanci dokonywali wielu odkryć geograficznych, które podniosły poziom wiedzy na temat geografii Arktyki i Subarktyki. Do najbardziej znanych wypraw podjętych przez NWMP były: w 1903 sierżanta Fitzgeralda, oraz w tym samym roku superintendenta J. D. Moodie. W 1904 H. G. Mapley i wielu innych. Do roku 1919 25 pododdziałów, w tym 14 stacjonujących w Yukonie, liczących ponad 70 ludzi. Rozlokowane one były w Fortach Edmonton, Athabasca, Coppermine, Fort Fitzgerald, Fort Resolution, Fort Simpson, Fort McPherson, Grouard, Peace River, fort na wyspie Herschel, Fullerton i Port Nelson.

## Kanadyjska Królewska Policja Konna
Północno-Zachodnia Policja Konna zdobyła międzynarodową reputację jako najskuteczniejsza na świecie organizacja tego typu. W szerokim świecie coraz częściej zaczęto szkarłatne kurtki i kapelusze z płaskim rondem postrzegać jako symbole Kanady. Oficerowie w galowych mundurach często reprezentowali Kanadę na arenie międzynarodowej. Tak było w 1897, kiedy to oddział NWMP reprezentował ten kraj na jubileuszu pięćdziesięciolecia panowania królowej Wiktorii. W 1902 i w 1911 uczestniczyli w koronacjach kolejno Edwarda VII i Jerzego V. Wielu policjantów dołączyło jako ochotnicy do kanadyjskich oddziałów w czasie wojny burskiej. Także dwa oddziały policyjnej kawalerii walczyły w Europie w czasie I wojny światowej.
Oficerowie policji stali się bohaterami literatury kanadyjskiego zachodu, która była antytezą amerykańskiego westernu. Bez wyjątku w powieściach tych oficerowie pokazywani byli jako idealistyczni rycerze bez skazy, rzeczywistość była jednak bardziej złożona. Działając w twardych warunkach, policjanci często balansowali na granicy prawa. Policja była także wykorzystywana do tłumienia niezadowolenia społecznego. I tak w 1919 oddziały NWMP brały udział w tłumieniu strajku generalnego w Winnipegu, kiedy to w czasie zamieszek zginęło 2 i zranionych zostało 30 innych robotników.
W 1920 zakończył się romantyczny okres działania Północno-Zachodniej Policji Konnej. Administracja cywilna objęła cały obszar Kanady. Niebezpieczeństwo aneksji zostało zażegnane. Formacja spełniła swoją misję. W lutym tego roku rząd połączył NWMP z działającą na wschodzie Kanady, w zupełnie innych warunkach federalną Dominion Police, tworząc Kanadyjską Królewską Policję Konną. Jej kwatera główna została przeniesiona z Reginy do Ottawy.